# Rajongemeinde Kupiškis
Die Rajongemeinde Kupiškis (Kupiškio rajono savivaldybė) ist eine Rajongemeinde im Nordosten Litauens, östlich vom Bezirkszentrum Panevėžys.

## Orte
Die Rajongemeinde  umfasst:
2 Städte
- Kupiškis – 8451
- Subačius – 1180

7 Städtchen (miesteliai)
- Alizava – 450
- Antašava
- Palėvenė
- Salamiestis
- Skapiškis – 496
- Senasis
- Subačius – 1180
- Šimonys – 505

- 366 Dörfer, darunter:
  - Noriūnai – 1176
  - Šepeta – 620
  - Rudiliai – 485
  - Aukštupėnai – 388
  - Adomynė – 328

## Amtsbezirke

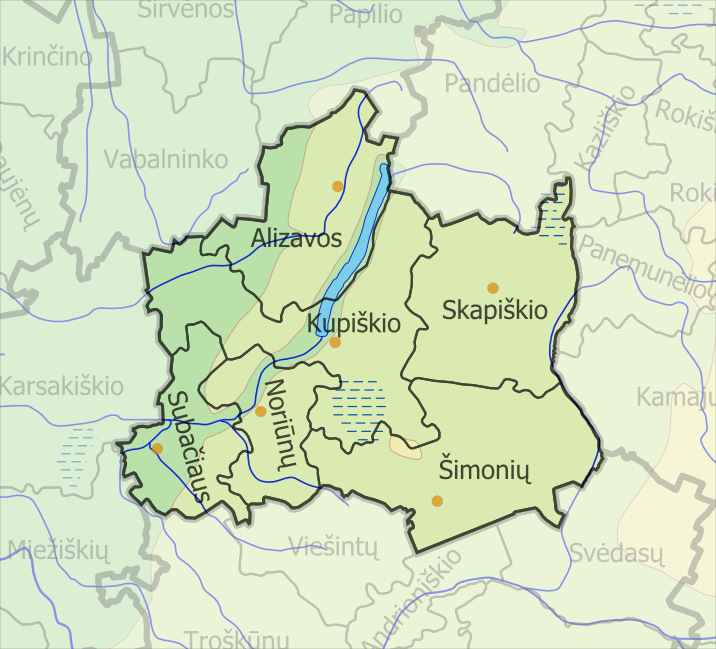
Amtsbezirke der Rajongemeinde Kupiškis

- Alizava
- Kupiškis
- Noriūnai
- Skapiškis
- Subačius
- Šimonys